# Kleomedes

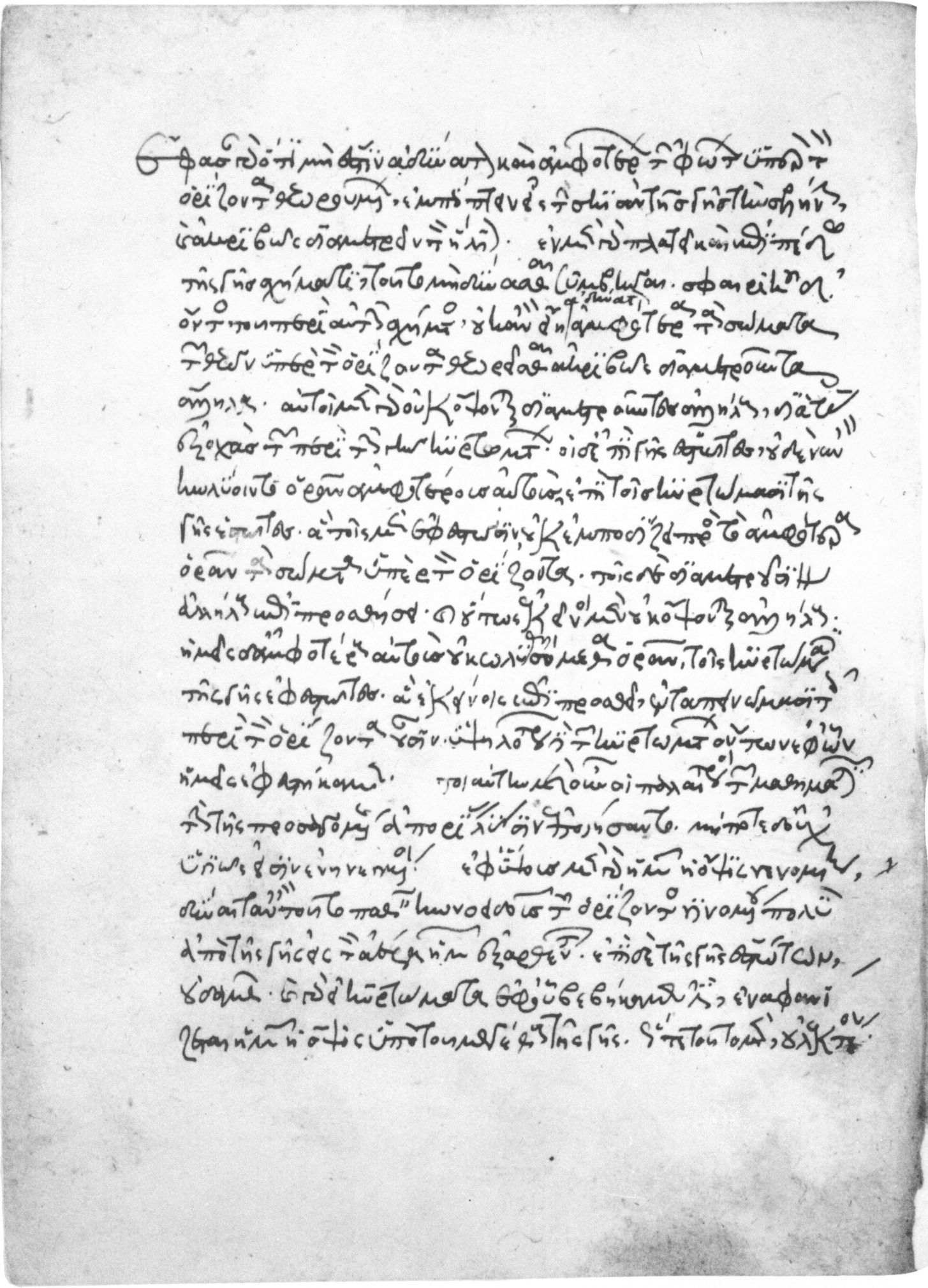
Das astronomische Lehrbuch des Kleomedes in einer von Maximos Planudes um 1290 geschriebenen Handschrift. Edinburgh, National Library of Scotland, MS. Adv. 18.7.15, fol. 52v

Kleomedes (griechisch Κλεoμήδης Kleomḗdēs) war ein antiker griechischer Philosoph und astronomischer Schriftsteller der römischen Kaiserzeit. Da über sein Leben nichts bekannt ist, ist die Datierung seines Wirkens schwierig und umstritten. Vermutlich lebte er im 1. oder 2. Jahrhundert.
Kleomedes verfasste einen astronomischen Traktat in griechischer Sprache. Die Schrift trägt den Titel Über die kreisförmige Bewegung der Himmelskörper und umfasst zwei Bücher.
Inhaltliche Anhaltspunkte und sprachliche Kriterien machen es wahrscheinlich, dass der Traktat des Kleomedes in der Mitte des 2. Jahrhunderts verfasst worden ist. Das Werk repräsentiert wohl nicht den aktuellen Stand der damaligen Astronomie, sondern dürfte als eine Art Kompendium für den antiken „Hochschulbetrieb“ gedient haben.
Inhaltlich bemerkenswert sind vier Einzelheiten:
- In der Schrift des Kleomedes findet sich eine detaillierte Beschreibung der Verfahren, mit denen Eratosthenes und Poseidonios den Erdumfang berechneten.[1]
- Der Traktat enthält eine Zusammenstellung von Argumenten für die Kugelgestalt der Erde.[2]
- Kleomedes berichtet über eine Mondfinsternis, bei der Sonne und Mond noch gleichzeitig am Horizont sichtbar waren, und führt dies auf atmosphärische Strahlungsbrechung zurück, was als eine der ersten Überlieferungen zur astronomischen Refraktion gewertet wird.[3]
- Der Autor polemisiert an einer Stelle heftig gegen Epikur – nicht nur gegen seine Lehre, sondern auch gegen seinen sprachlichen Stil.[4] Mit seiner Stellungnahme weist er sich als überzeugter Anhänger der stoischen Lehre aus.

Der Mondkrater Cleomedes ist nach dem antiken Autor benannt.

## Textausgabe
- Robert Todd (Hrsg.): Cleomedis caelestia (Μετέωρα). Teubner, Leipzig 1990, ISBN 3-322-00745-6 (maßgebliche kritische Edition)

## Übersetzungen
- Alan C. Bowen, Robert B. Todd: Cleomedes’ Lectures on Astronomy. A Translation of The Heavens With an Introduction and Commentary. University of California Press, Berkeley u. a. 2004, ISBN 0-520-23325-5
- Arthur Czwalina: Kleomedes: Die Kreisbewegung der Gestirne. Akademische Verlagsgesellschaft, Leipzig 1927
- Richard Goulet: Cléomède: Théorie élémentaire („De motu circulari corporum caelestium“). Vrin, Paris 1980 (französische Übersetzung mit Einleitung und Kommentar)